# Sömmerda
Sömmerda é uma cidade da Alemanha localizada no distrito de Sömmerda, estado da Turíngia, um dos cinco estados federados em que foi dividido o território da antiga República Democrática Alemã após a sua reunificação com a República Federal da Alemanha em 1990.
Em português, a pronúncia do nome Sömmerda é, aproximadamente, «Zêmm-erdá».